# Płyta północnoandyjska

Płyta karaibska zaznaczona na różowo a południowoamerykańska na fioletowo

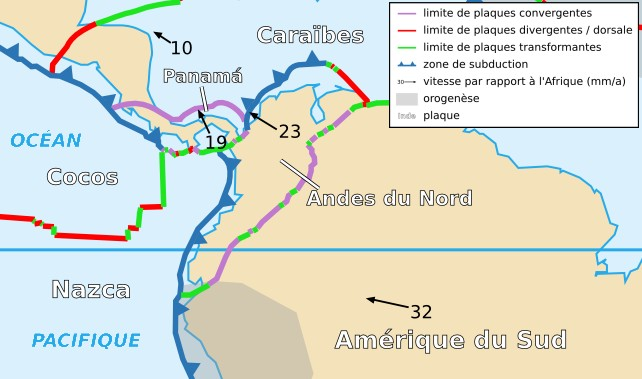
Płyta północnoandyjska

Płyta północnoandyjska (ang. North Andes Plate) − niewielka płyta tektoniczna, położona między płytą panamską i płytą karaibską na północy, płytą południowoamerykańską na południowym wschodzie i płytą Nazca na zachodzie (granicą jest Rów Atakamski).
Obejmuje północno-zachodni fragment Ameryki Południowej, a dokładnie Andy Północne leżące na terenie Ekwadoru, Kolumbii i Wenezueli. W jej skład wchodzą też części stref przybrzeżnych Oceanu Spokojnego i Morza Karaibskiego.
Przez większość autorów nie traktowana jako osobna płyta, ale co najwyżej jako część płyty południowoamerykańskiej.